# Тосін Кехінде
Тосін Кехінде (англ. Tosin Kehinde, нар. 18 червня 1998, Лагос) — нігерійський футболіст, півзахисник угорського клубу «Ференцварош». 
Виступав, зокрема, за клуб «Раннерс». 
Володар Кубка Данії. Дворазовий чемпіон Угорщини.

## Ігрова кар'єра
Тосін Кехінде народився 1998 року в місті Лагос. Розпочав займатися футболом у школі англійського клубу «Манчестер Юнайтед», пізніше грав за юнацьку команду португальського клубу «Фейренсі». У професійному футболі Кехінде дебютував 2019 року виступами за данську команду «Раннерс», в якій грав до 2023 року, та став у її складі володарем Кубка Данії.
З 2023 року нігерійський півзахисник грає у складі угорського клубу «Ференцварош». У складі команди футболіст у сезонах 2023—2024 років та 2024—2025 років став чемпіоном Угорщини.

## Титули і досягнення
- Володар Кубка Данії (1):

«Раннерс»: 2020–2021
- Чемпіон Угорщини (2):

«Ференцварош»: 2023–2024, 2024–2025